# 高時 (嘉靖進士)
高時（1506年—？），字中行，又字行之，號石山，浙江杭州府臨安縣人，民籍，明朝政治人物。

## 生平
嘉靖十三年（1534年）甲午科順天府鄉試第七十名。嘉靖十四年（1535年）聯捷乙未科第三甲第十六名進士。改庶吉士，送翰林院读书。十六年正月授户科給事中，十二月为副使持节册封楚王朱显榕世孙朱英燿为楚世子，楚端王第三子朱显槐为武冈王，十八年六月升兵科右，闰七月升礼科左，二十年五月升刑科都，九月揭发翊國公郭勋諸多不法之事，加俸一级，二十一年七月辅臣夏言被皇帝斥责，高时等科道言官受牵连，被降一级调边方用，贬廣東布政司都事。

## 家族
曾祖高澄浩，曾任義官；祖父高良毓，曾任義官；父高文華。母童氏。具庆下。